# 张东刚
张东刚（1965年—），男，汉族，教授，南开大学经济学博士。现任中国人民大学党委书记。

## 简历
2013年6月，任教育部社会科学司司长。2016年12月，任教育部思想政治工作司司长。2018年2月，任教育部人事司司长。 
2021年11月1日，任中国人民大学党委书记。